# Virus de l'hepatitis E
El Orthohepevirus, o virus de l'hepatitis E (VHE, HEV en anglès) va ser descobert l'any 1983 per Mikhail Balayan, quan treballava en un campament soviètic a Afganistan. Va rebre el nom de virus de l'hepatitis E, degut a la seva via de transmissió (entèrica) i per la seva capacitat de causar epidèmies.

## Taxonomia
La família Hepeviridae engloba dos gèneres: Orthohepevirus i Piscihepevirus.
L'any 2015, les anàlisis filogèniques basades en les seqüències genòmiques completes dels VHE aïllats, van permetre consensuar que el gèrene Orthohepevirus està format per quatre espècies: Orthohepevirus A (Orthohepevirus), Orthohepevirus B (Avihepevirus), Orthohepevirus C (Rocahepevirus) i Orthohepevirus D (Chiropteranhepevirus). Dins d'aquests grups trobem diferents genotips, i dins de cada genotip diversos subtipus.

### Orthohepevirus Ao VHE de mamífers
- Genotip 1 (Subtipus 1a - 1e)

Afecta només a humans, sobretot en zones endèmiques, i es transmet majoritàriament mitjançant aigües contaminades.
- Genotip 2 (Subtipus 2a i 2b)

Afecta només a humans i està relacionat amb transmissió per aigües contaminades.
- Genotip 3 (Subtipus 3a fins a 3j)

Afecta a humans i altres mamífers (reservoris) com el porc domèstic, el porc senglar, el cérvol, el conill, la mangosta, la rata i el ratolí. Està relacionat amb casos esporàdics de transmissió zoonòtica. S'ha descrit un alt risc d'infecció del subtipus 3f en treballadors que tenen contacte directe amb porcs.
- Genotip 4 (Subtipus 4a fins a 4g)

Afecta a humans i altres mamífers (reservoris) com el porc domèstic, el porc senglar, el cérvol, el conill, l'ovella i la vaca. També està relacionat amb casos esporàdics i de transmissió zoonòtica.

### Orthohepevirus Bo VHE d'aus
S'ha proposat incloure aquest grup que afecta a les aus (pollastres, gall d'indi…) en un nou gènere anomenat Avihepevirus.
- Genotip 5

Es troba principalment a Austràlia i Corea.
- Genotip 6

Es troba principalment als Estats Units.
- Genotip 7

Es troba principalment als països europeus i a la Xina.

### Orthohepevirus C
- Genotip C1

Afecta a rates.
- Genotip C2

Afecta a fures. Aquest genotip es va desciure per primer cop en fures dels Països Baixos.

### Orthohepevirus D
Afecta a ratpenats. S'han descrit casos en ratpenats d'Àfrica, Europa i Amèrica Central.

## Morfologia del virus

El VHE és un virus icosaèdric sense coberta.

El VHE és un virus petit (27-34 nm) de tipus ARN monocatenari positiu, amb càpsida icosaèdrica i sense embolcall.
Consta de tres marcs oberts de lectura (ORF) que codifiquen per:
- ORF1: proteïnes no estructurals involucrades en la replicació i processament del RNA (RNA helicasa, RNA polimerasa dependent de RNA, metiltransferasa i proteasa de cisteïnes.
- ORF2: proteïnes de la càpsida.
- ORF3: proteïnes petites amb funció incerta

## Replicació
El cicle de replicació del VHE és homòleg a altres virus ARN.
Un cop el virus ha entrat a la cèl·lula de l'animal infectat, es desfà de la càpsula i és traduït al citosol per porduir la poliproteïna no estructural proORF1, que per l'acció d'unes proteases cel·lulars s'escindeix en diferents components (MetTrf, Cys-Prot, Helic y ARN-Pol) amb la col·laboració de la pròpia proteasa Cys-Prot del VHE. La ARN-Pol copia la cadena de ARN-VHE positiu, que farà servir com a motlles perquè l'ARN-Pol sintetitzi noves còpies del ARN-VHE positiu genòmic, per les noves partícules virals i el missatger per proORF1. També genera ARN-VHE positiu subgenòmic que serà el missatger per proORF2 (càpsida viral) i proORF3. Les dues proteïnes es transcriuen a partir de l'alfavirus de l'ARN viral, que sembla que actua com a promotor. La càpsida viral empaqueta el genoma viral, i en la seva superfície s'hi unirà proORF3 i una capa lipídica.
Finalment, els nous virions sortiran de la cèl·lula (el camí que segueixen a partir d'aquest punt encara no està del tot definit). Es creu que proORF3 ajuda en aquest mecanisme de sortida.

## Transmissió
Capacitat de transmissió entèrica, és a dir, té un mecanisme de transmissió oro-fecal, principalment per aigües contaminades amb femtes o per ingestió de carn contaminada poc cuita, principalment de porc. També s'ha evidenciat que la transmissió del VHE pot ser parental (vertical, de mare a fill).
El VHE es pot detectar en animals d'1 a 22 setmanes d'edat, amb major prevalença entre els 3 i els 4 mesos de vida. La major prevalença d'infecció observada en aquestes edats està relacionada amb la disminució dels anticossos maternals i amb l'increment de la probabilitat que els animals s'infectin a causa de la contaminació fecal de l'ambient, de l'aliment i de l'aigua.

### Transmissió en porcs
La transmissió del VHE s'ha estudiat principalment en porcs. En una granja porcina convencional, la dinàmica d'infecció pel VHE és molt similar a altres agents vírics. Una elevada proporció d'animals adults són seropositius i els garrins lactants presenten anticossos IgG i IgA anti-VHE adquirits de forma passiva. Aquests anticossos tenen una durada variable depenent de la quantitat d'anticossos maternals transferits. Els garrins nascuts de mares amb un nombre elevat d'anticossos poden ser seropositius fins a les 9 setmanes d'edat. Una vegada que els animals perden els anticossos maternals, s'infecten i la seroconversió es dona entre les 12 i 14 setmanes d'edat, aproximadament. La seroconversió es caracteritza per l'aparició primer de IgA i IgM anti-VHE al voltant de les 12 setmanes d'edat i una setmana després per l'aparició de IgG anti-HEV anti-VHE. Les IgM es poden detectar durant un període comprès entre 5-7 setmanes, mentre que les IgG duren fins a l'edat de sacrifici. La detecció de IgM habitualment està relacionada amb la presència de virus en sang (virèmia), la qual cosa significa que aquest tipus d'anticòs és indicatiu de la fase aguda de la infecció. Entre les 12 i 15 setmanes d'edat s'observa el pic d'infecció, moment en què el VHE pot ser detectat en sang, en bilis, nòdul limfàtic mesentèric, fetge i femta en més del 50% dels animals infectats. En paral·lel es poden observar lesions hepàtiques que varien d'intensitat, però en cap cas s'observen lesions macroscòpiques significatives que siguin causa de simptomatologia clínica.
Cal destacar que els porcs són el reservori més conegut del VHE.

### Transmissió en altres espècies
La transmissió en altres espècies ha estat menys estudiada.

## Tècniques de diagnòstic
Uns valors elevats (10 vegades superiors als valors fisiològics) de aminotransferases és el primer signe d'una hepatitis viral. Clínicament, l'hepatitis E és indistingible dels altres tipus d'hepatitis, i per poder distingir-la és necessària la utilització de proves de diagnòstic.

### PCRamb transcriptasa inversa (RT-PCR)
PCR és un mètode de diagnòstic directe que permet la identificació del virus mitjançant la seqüenciació de l'ARN víric a partir de mostres de sang, de femtes o en aigües residuals. Aquesta tècnica permet detectar la presència del virus pocs dies després de la infecció.

### Proves diagnòstiques indirectes

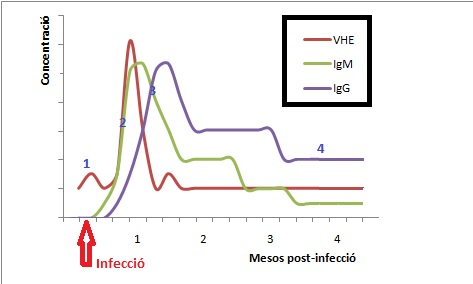
Detecció de IgM i IgG en sèrum o plasma.

Els immunoassajos enzimàtics de diagnòstic universal tipus ELISA permeten la detecció indirecta del virus, mitjançant la detecció d'anticossos específics tipus IgG o IgM en sèrum o plasma d'animals infectats. Aquestes proves es basen en la detecció de la immunoglobulina M (IgM) específica contra una proteïna altament conservada de la càpsida viral (codificada per ORF2). També es pot realitzar mitjançant una detecció d'immunoglobulina G (IgG), i la comprovació que la seva concentració en sèrum o plasma augmenta passat un temps. Es poden observar diverses situacions d'acord amb la numeració en el gràfic:
1. No és possible detectar infeccions molt recents amb aquest mètode, ja que el pic de IgM no es produeix fins un mes després de la infecció.
2. Podem detectar IgM, la infecció és relativament recent.
3. Podem detectar IgM i IgG, la infecció es troba en el punt màxim.
4. Podem detectar IgG, no hi ha infecció present (l'individu no pot transmetre el virus actualment), però ha patit una infecció passada, ja que la IgG roman molt temps després de la infecció, fins a 14 anys en humans.[14]

## Quadre clínic

### En humans
La malaltia té dues fases diferenciades: la fase preictèrica i la fase d'icterícia.
La fase preictèrica es caracteritza per presentar febre, anorèxia, disgèusia (alteració en la percepció del gust), vòmits, alteracions intestinals i dolor abdominal; aquesta fase dura pocs dies. L'inici de la fase d'icterícia està marcat per la desaparició dels símptomes prodròmics (símptomes inicials de la malaltia) i en alguns casos acompanyada amb hepatomegàlia i esplenomegàlia. Aquesta segona fase millora en poques setmanes.
Entre el 10 i el 15% dels pacients experimenten una hepatitis colestàsica. Té un inici semblant al de l'hepatitis corrent, i continua en forma d'icterícia intensa i persistent, colúria marcada, acòlia (falta de secreció de bilis per part de la vesícula biliar) i una intensa pruïja amb picor intens. En aquest cas, té una duració prolongada que pot arribar a durar mesos.
La mortalitat de l'hepatitis E és variable, però molt superior als altres tipus d'hepatitis. En l'hepatitis E ha arribat a suposar un 1% dels casos mentre que en l'hepatitis A un 0,2% en humans.

### En animals domèstics
- Aus de corral: en les necròpsies s'ha observat hepatitis aguda periportal, degeneració del greix hepàtic, esplenomegàlia, hemorràgia esplènica, vasculitis i amiloïdosi. Provoca una mortalitat del 0,34% durant 20 setmanes.

- Suids: la infecció per hepatitis E no presenta signes clínics aparents, provoca una hepatitis subclínica. Macroscòpicament es pot observar un lleuger increment de la mida dels nòduls limfàtics mesentèrics. Histològicament s'observa hepatitis multifocal limfoplasmocítica (lleu o moderada).[15]

- Ratolins: el VHE provoca canvis histopatològics en el duodè, melsa, els nòduls limfàtics mesentèrics, les cèl·lules mononuclears perifèriques de la sang i el fetge.

- Primats: la malaltia es desenvolupa de forma similar a la humana. Els canvis histopatològics que origina són al fetge.[12]

## Tractament
No hi ha cap tractament específic per l'hepatitis. L'única solució és realitzar una bona prevenció i vacunació.

## Epidemiologia

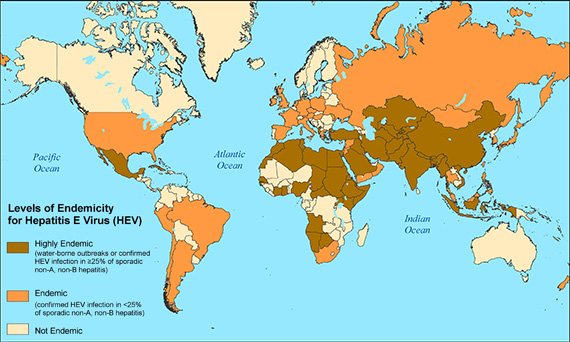
Nivells d'hepatitis E a diferents països.

La infecció per VHE és la causa més freqüent d'hepatitis aguda a nivell mundial i s'estima que un terç de la població mundial ha sigut infectada per aquest agent.

### Patró de presentació en regions endèmiques
La malaltia de l'hepatitis E és una malaltia endèmica en regions de Amèrica central, el sud-est asiàtic i al nord d'Àfrica. En aquestes àrees, les epidèmies puntuals, associades amb el consum d'aigua potable contaminada amb matèria fecal (molt freqüent després de l'època de pluges torrencials), provoquen que emmalalteixi una petita part de la població (menys d'un 15%), ja que en la major part dels casos la malaltia es presenta de forma subclínica. Els efectes produïts per l'hepatitis són més greus en dones embarassades, ja que en molts casos l'hepatitis acaba ocasionant avortaments i fins i tot la mort.
En aquestes zones no es creu que la zoonosi sigui causa de malaltia, ja que diversos estudis aïllant el virus en animals han demostrat que aquests són infectats per diferents genotips que no afecten els humans. Per tant, els humans amb infeccions subclíniques suposarien el major reservori del virus, que després podria tornar a infectar els humans.

### Patró de presentació en regions no endèmiques
En la resta de regions, la malaltia de l'hepatitis E sols representa una petita part dels casos d'hepatitis virals. En aquestes àrees, la zoonosis és considerada una de les principals fonts de la malaltia, ja que en aquest casels animals estan infectats per un genotip que també afecta els humans.